# Gigi Chao
Gigi Chao (en chino: 趙式芝; 1979) es una activista de Hong Kong y vicepresidenta de Cheuk Nang (Holdings) Ltd.

## Trayectoria
Chao tiene una Licenciatura en Arquitectura cum laude de la Escuela de Arquitectura de la Universidad de Mánchester.
Chao, lesbiana, es una activa defensora de los derechos LGBT en Hong Kong y Asia.
En 2012, Chao ganó atención internacional cuando su padre, Cecil Chao, ofreció 65 millones de dólares a cualquier hombre que pudiera casarse con ella. A pesar de las críticas, su padre no se arrepintió. En 2014, Cecil Chao aumentó la recompensa a 180 millones de dólares. Gigi respondió públicamente en una carta abierta publicada en el South China Morning Post. La carta expresa su desafío a los deseos de su padre y pide respeto por la comunidad LGBT.
En 2019, Chao fundó la organización Hong Kong Marriage Equality para abogar por la legalización del matrimonio entre personas del mismo sexo en Hong Kong. Chao escribió una de sus primeras tesis sobre el matrimonio igualitario y la publicó para revisión por pares en 2011-2012.